# Course en ligne féminine aux championnats du monde de cyclisme sur route 1987
Navigation
1986 1989
La course en ligne féminine aux championnats du monde de cyclisme sur route 1987 a lieu le 4 septembre 1987 à Villach en Autriche. Cette édition est remportée par la Française Jeannie Longo.

## Classement
|                                    | Coureuse                | Pays             |    | Temps           |
| ---------------------------------- | ----------------------- | ---------------- | -- | --------------- |
| Médaille d'or, Coupe du Monde      | Jeannie Longo           | France           | en | 1 h 46 min 40 s |
| Médaille d'argent, Coupe du Monde  | Heleen Hage             | Pays-Bas         | +  | 12 s            |
| Médaille de bronze, Coupe du Monde | Connie Meijer           | Pays-Bas         |    | 12 s            |
| 4                                  | Agnes Dusart            | Belgique         |    | 12 s            |
| 5                                  | Lisa Brambani           | Royaume-Uni      |    | 12 s            |
| 6                                  | Unni Larsen             | Norvège          |    | 12 s            |
| 7                                  | Monica Bandini          | Italie           |    | 12 s            |
| 8                                  | Luisa Seghezzi          | Italie           |    | 12 s            |
| 9                                  | Kathleen Shannon        | Australie        |    | 12 s            |
| 10                                 | Sally Zack              | États-Unis       |    | 12 s            |
| 11                                 | Edith Schönenberger     | Suisse           |    | 12 s            |
| 12                                 | Elizabeth Hepple        | Australie        |    | 12 s            |
| 13                                 | Geneviève Robic-Brunet  | Canada           |    | 12 s            |
| 14                                 | Sara Neil               | Canada           |    | 12 s            |
| 15                                 | Cécile Odin             | France           |    | 12 s            |
| 16                                 | Alla Jakovleva          | Union soviétique |    | 12 s            |
| 17                                 | Madonna Harris          | Nouvelle-Zélande |    | 12 s            |
| 18                                 | Dominique Damiani       | France           |    | 12 s            |
| 19                                 | Ute Enzenauer           | Allemagne        |    | 12 s            |
| 20                                 | Janelle Parks           | États-Unis       |    | 12 s            |
| 21                                 | Inga Thompson           | États-Unis       |    | 12 s            |
| 22                                 | Brigitte Gyr-Gschwend   | Suisse           |    | 12 s            |
| 23                                 | Donna Gould             | Australie        |    | 12 s            |
| 24                                 | Johanna Hack            | Autriche         |    | 12 s            |
| 25                                 | Laima Zilporytė         | Union soviétique |    | 12 s            |
| 26                                 | Andrea Vranken-Schütze  | Allemagne        |    | 12 s            |
| 27                                 | Astrid Danielsen-Tangen | Norvège          |    | 12 s            |
| 28                                 | Ines Varenkamp          | Allemagne        |    | 12 s            |
| 29                                 | Valérie Simonnet        | France           |    | 12 s            |
| 30                                 | Kelly-Ann Way           | Canada           |    | 12 s            |
| 31                                 | Marie Höljer            | Suède            |    | 12 s            |
| 32                                 | C. Lizdenite            | Union soviétique |    | 12 s            |
| 33                                 | Karina Skibby           | Danemark         |    | 12 s            |
| 34                                 | Donna Rae-Szalinski     | Australie        |    | 12 s            |
| 35                                 | Dany Bonnoront          | France           |    | 12 s            |
| 36                                 | Virginie Lafargue       | France           |    | 12 s            |
| 37                                 | Francesca Galli         | Italie           |    | 12 s            |
| 38                                 | Katrin Tobin            | États-Unis       |    | 12 s            |
| 39                                 | Nadesja Kibardina       | Union soviétique |    | 12 s            |
| 40                                 | Marianne Berglund       | Suède            |    | 12 s            |
| 41                                 | Clare Greenwood         | Royaume-Uni      |    | 12 s            |
| 42                                 | Irina Kolesnikova       | Union soviétique |    | 12 s            |
| 43                                 | Roberta Bonanomi        | Italie           |    | 12 s            |
| 44                                 | Tamara Poliakova        | Union soviétique |    | 12 s            |
| 45                                 | Rebecca Twigg           | États-Unis       |    | 12 s            |
| 46                                 | Tea Vikstedt-Nyman      | Finlande         |    | 12 s            |

|                      | Coureuse             | Pays        |  | Temps       |
| -------------------- | -------------------- | ----------- |  | ----------- |
| Autres compétitrices |                      |             |  |             |
| 49                   | Petra Rossner        | Allemagne   |  | 6 min 48 s  |
| 51                   | Denise Kelly         | Canada      |  | 9 min 44 s  |
| 52                   | Monique Knol         | Pays-Bas    |  | 10 min 30 s |
| 53                   | Helle Sørensen       | Danemark    |  | 10 min 30 s |
| 54                   | Sally Hodge          | Royaume-Uni |  | 10 min 30 s |
| 55                   | Chantal Diaz         | France      |  | 10 min 30 s |
| 56                   | Evelyne Müller       | Suisse      |  | 10 min 30 s |
| 57                   | Viola Paulitz        | Allemagne   |  | 10 min 30 s |
| 58                   | Anita Valen de Vries | Norvège     |  | 10 min 30 s |
| 59                   | Nicole Hofer-Suter   | Suisse      |  | 10 min 30 s |
| 63                   | Mieke Havik          | Pays-Bas    |  | 10 min 39 s |
| 64                   | Godelieve Jansens    | Belgique    |  | 11 min 59 s |
| 66                   | Petra de Bruin       | Pays-Bas    |  | 11 min 59 s |
| 68                   | Manuela Wohlgemuth   | Suisse      |  | 11 min 59 s |
| 71                   | Monique de Bruin     | Pays-Bas    |  | 11 min 59 s |
| 72                   | Martine Schotte      | Belgique    |  | 11 min 59 s |
| 74                   | Imelda Chiappa       | Italie      |  | 11 min 59 s |
| 81                   | Hanne Malmberg       | Danemark    |  | 20 min 8 s  |